# Фегруш, Карим
Карим Фегруш (фр. Karim Fegrouche; род. 14 февраля 1982, Фес) — марокканский футболист, выступающий на позиции вратаря.

## Клубная карьера

### ПАС Янина
В 2011 году Фегруш присоединился к греческому клубу «ПАС Янина», внеся свой вклад в спасение клуба от вылета из греческой Суперлиги. Сезон 2012/2013 начался для Фегруша удачно — 21 октября 2012 он взял пенальти от Марамы Ваируа из «Пантракикоса» и 3 декабря — от Рожера Геррейро из афинского «АЕКа».

### АЕЛ Лимасол
В 2013 году он заменил на позиции вратаря аргентинца Матиаса Омара Дегру в кипрском «АЕЛе» из Лимасола.
Фегруш играл в Швеции за «Сириус» с 2016 по 2018 год, появляясь в чемпионате только в 2018 году. После этого он ушел в отставку, но летом 2021 года вернулся на скамейку запасных «Сириуса» против «Юргордена».

## Международная карьера
Фегруш дебютировал в составе сборной Марокко по футболу в товарищеском матче против сборной Бенина 20 августа 2008 года.